# McLaren MP4-27
La McLaren MP4-27 è un'automobile monoposto sportiva di Formula 1 costruita dalla casa automobilistica McLaren, per partecipare al Campionato mondiale di Formula 1 2012.
È stata presentata il 1º febbraio 2012 a Woking, presso la sede della scuderia.

## Livrea e Sponsor
La livrea della vettura è la stessa della stagione precedente, così come lo sponsor principale, Vodafone.

## Sviluppo
La monoposto della McLaren, nel mantenersi in linea con la vettura dell'anno passato (almeno sull'anteriore) è quella più estranea all'interpretazione generale del nuovo regolamento. È stato scelto, infatti, di abbassare tutta la linea della cellula di sopravvivenza sotto i 62,5 cm, in modo da rientrare nei 55 cm regolamentari con un andamento lineare e senza la necessità di uno scalino sul muso.
La zona delle pance non presenta più il disegno ad “U” utilizzato l'anno precedente; le nuove direttive per la posizione degli scarichi non rendono possibile l'utilizzo degli scarichi “soffiati”: i gas di scarico devono quindi essere deviati in modo da non danneggiare l'aerodinamica della vettura. Il lavoro sul retrotreno ha portato ad una riduzione delle dimensioni, al fine di restringerlo il più possibile; stesso discorso vale per le pance laterali.
Le sospensioni anteriori sono di tipo push-rod mentre le posteriori diventano pull-rod. Sul cofano è installata una piccola pinna e l'airbox resta triangolare. I cerchi assumono un nuovo disegno volto all'aspirazione dell'aria calda per raffreddare i freni ed ospitano le gomme Pirelli.

## Scheda Tecnica
- Telaio: Monoscocca a nido d'ape in fibre di carbonio e materiali compositi
  - Pneumatici:Pirelli PZero
  - Cerchi:Enkei Wheels
  - Elettronica: include i controlli di telaio e motore, l'acquisizione dati, le informazioni sul cruscotto, i sensori, l'alternatore e il sistema di analisi dei dati e di telemetria.
  - Radio: Kenwood
  - Pinze e Dischi dei freni: Akebono
- Motore
  - Mercedes-Benz FO 108Z 2.4 L V8 (90 °) Aspirato, 18.000 RPM.
  - Alesaggio: 98 mm
  - Numero di valvole: 32
  - Candele: NGK Spark Plug
- KERS
  - McLaren, posto in posizione centrale.
  - Potenza: 60 kW
  - e-Motor: Motogeneratore elettrico
- Cambio
  - McLaren sette marce semi-automatico con retromarcia, senza spostamento
  - Comando: seamless, con selezione manuale a palette

### Piloti
| Piloti ufficiali       | Piloti ufficiali | Piloti ufficiali |
| Nazione                | Nome             | Numero           |
| ---------------------- | ---------------- | ---------------- |
| Regno Unito (bandiera) | Jenson Button    | 3                |
| Regno Unito (bandiera) | Lewis Hamilton   | 4                |
| Collaudatori           |                  |                  |
| Nazione                | Nome             | Nome             |
| Regno Unito (bandiera) | Gary Paffett     | Gary Paffett     |
| Regno Unito (bandiera) | Oliver Turvey    | Oliver Turvey    |

## Stagione 2012

### Campionato
La stagione inizia molto bene per entrambi i piloti: Button coglie il successo in occasione del Gran Premio inaugurale in Australia mentre Hamilton giunge terzo dopo aver ottenuto il miglior tempo in qualifica. Dopo il Gran Premio di Cina, nel quale Button e Hamilton giungono rispettivamente secondo e terzo, la scuderia di Woking otterrà solo due podi e la vittoria di Hamilton in Canada. In queste sette gare i due piloti McLaren sembrano nettamnete inferiori alle Red Bull e alla Ferrari di Fernando Alonso, in testa alla classifica, mentre per quanto riguarda la classifica costruttori questi scarsi risultati costano alla scuderia britannica il 2º posto in classifica per mano della Ferrari. Per il Gran Premio di Spagna la McLaren fa debuttare sulla sua vettura una versione alta del musetto. Ma dopo questo periodo di scarsa forma la McLaren di Hamilton rientra inaspettatamente in corsa per l'alloro nel giro di tre gare riuscendo a vincere in Ungheria e poi in Italia partendo in entrambe le occasioni dalla pole position. A Singapore Hamilton effettua il miglior tempo in qualifica ma in gara, dopo essere stato in testa per 24 giri, sarà costretto al ritiro per un problema al cambio. Per quanto riguarda Jenson Button, che staziona nettamente più in basso in classifica, riesce ad ottenere una vittoria in Belgio partendo dalla pole position. Dopo il Gran Premio di Singapore per la McLaren arriva un altro periodo di scarsa forma, che mette fine così al sogno mondiale. Dopo il Gran Premio di Singapore la scuderia ottiene solo due vittorie con Hamilton negli Stati Uniti e con Button in Brasile e due pole positon entrambe conquistate da Hamilton ad Abu Dhabi e in Brasile ma in entrambe le occasioni il campione del mondo 2008 si ritira. La stagione 2012 si conclude con Hamilton che termina la sua ultima stagione in McLaren al 4º posto con 190 punti davanti a Button che tra alti e bassi termina la stagione al 5º posto con 188 punti. In classifica costruttori la McLaren termina il campionato al 3º posto con 378 punti, contendendosi il 2º posto in classifica con la Ferrari fino all'ultima gara. Le McLaren in tutta la stagione ottengono 7 vittorie (4 di Hamilton e 3 di Button), 13 podi (7 di Hamilton e 6 Button), 8 pole positon (7 di Hamilton e 1 di Button) e 3 giri veloci (2 di Button e 1 di Hamilton).

## Risultati F1
| Anno | Team    | Motore                  | Gomme | Piloti   |   |    |   |    |   |    |    |    |    |     |   |     |     |     |   |     |   |     |   |     | Punti | Pos. |
| ---- | ------- | ----------------------- | ----- | -------- | - | -- | - | -- | - | -- | -- | -- | -- | --- | - | --- | --- | --- | - | --- | - | --- | - | --- | ----- | ---- |
| 2012 | McLaren | Mercedes FO 108Z 2.4 V8 | P     | Button   | 1 | 14 | 2 | 18 | 9 | 16 | 16 | 8  | 10 | 2   | 6 | 1   | Rit | 2   | 4 | Rit | 5 | 4   | 5 | 1   | 378   | 3º   |
| 2012 | McLaren | Mercedes FO 108Z 2.4 V8 | P     | Hamilton | 3 | 3  | 3 | 8  | 8 | 5  | 1  | 19 | 8  | Rit | 1 | Rit | 1   | Rit | 5 | 10  | 4 | Rit | 1 | Rit | 378   | 3º   |

| Legenda | 1º posto     | 2º posto | 3º posto    | A punti         | Senza punti/Non class.  | Grassetto – Pole position Corsivo – Giro più veloce |
| Legenda | Squalificato | Ritirato | Non partito | Non qualificato | Solo prove/Terzo pilota | Grassetto – Pole position Corsivo – Giro più veloce |